# Cameron (Texas)
Cameron je město v okrese Milam County ve státě Texas ve Spojených státech amerických. V roce 2020 zde žilo 5 306 obyvatel. S celkovou rozlohou 13,57 km2 byla hustota zalidnění 402,72 obyvatel na km2.

## Geografie
Cameron se nachází na 30°51′16″ s. š., 96°58′43″ z. d..